# Polimeryzacja addycyjna

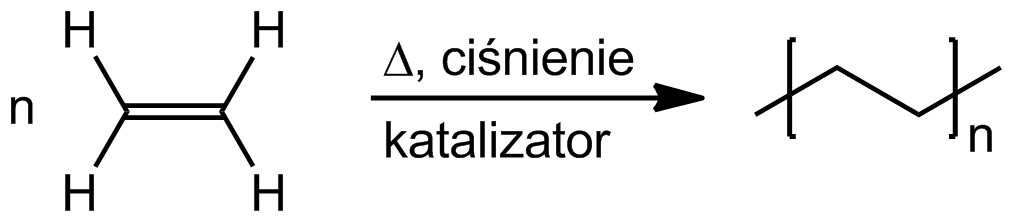
Polimeryzacja etylenu

Polimeryzacja addycyjna – polimeryzacja, zwykle alkenów, polegająca na łączeniu się monomerów w reakcji addycji, często z udziałem rodników. Jest to używany w przeszłości termin, który obejmował poliaddycję oraz polimeryzację łańcuchową, ale z wyłączeniem polikondensacyjnej polimeryzacji łańcuchowej.
Zmiany w podejściu do terminologii spowodowały pewne niejednoznaczności w stosowanych definicjach. Zazwyczaj uważano, że w polimeryzacji poliaddycyjnej, zgodnie z ogólną definicją polimeryzacji ze związku małocząsteczkowego (monomeru) powstaje związek wielocząsteczkowy (polimer), przy czym pod względem składu chemicznego polimer stanowi wielokrotność monomeru, który ulega przekształceniu najczęściej wskutek zerwania wiązania podwójnego i nie wydzielają się przy tym żadne produkty uboczne. Jednak niekiedy polimeryzacja addycyjna była utożsamiana z poliaddycją, w której łączenie się monomerów przebiegało bez wysycania wiązań podwójnych, lecz przez otwarcie pierścienia.
Reakcja ta nie ma charakteru reakcji równowagowej. Wzór powtarzalnej jednostki polimeru addycyjnego jest taki sam jak monomeru. Polimeryzacja addycyjna ma charakter łańcuchowy.

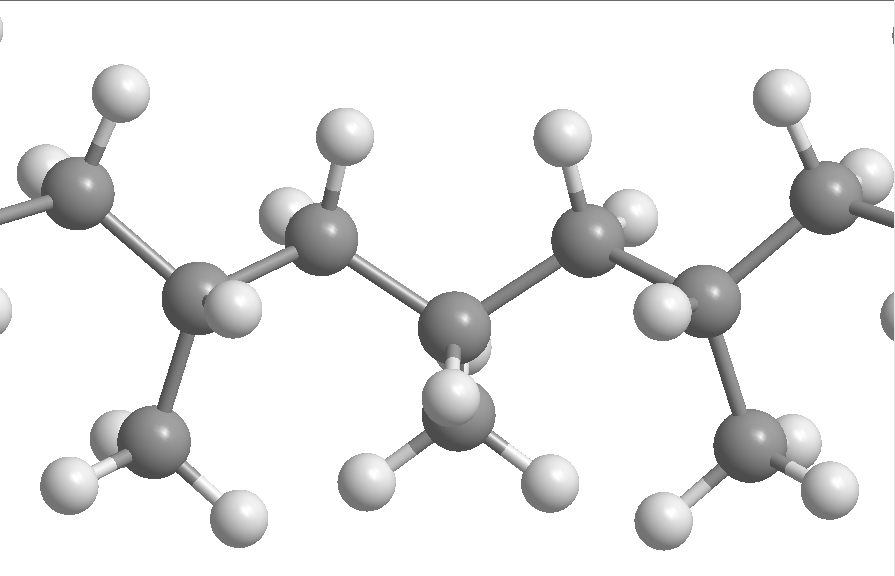
Model fragmentu przykładowego polimeru addycyjnego – polipropylenu

Produkt reakcji, łańcuch kowalencyjnie związanych monomerów, jest polimerem. Najprostszym polimerem addycyjnym jest polietylen (PE), −(CH
2CH
2)
n−, który składa się z długich łańcuchów jednostek CH
2CH
2. Cząsteczki wielu polimerów zawierają liczne odgałęzienia, które są łańcuchami bocznymi wyrastającymi ze środkowych punktów głównego łańcucha.
W przemyśle tworzyw syntetycznych rozwinęła się produkcja polimerów addycyjnych otrzymywanych z licznych monomerów o ogólnym wzorze , w którym X oznacza pojedynczy atom (np. Cl w chlorku winylu, CHCl=CH
2) lub grupę atomów (np. CH
3 w propenie). Z tych podstawionych alkenów otrzymuje się polimery o wzorze −(CHXCH
2)
n−, do których zaliczamy poli(chlorek winylu) (PCW), −(CHClCH
2)
n− i polipropylen, −(CH(CH
3)CH
2)
n−. Różnią się one wyglądem, sztywnością, przejrzystością i odpornością na czynniki atmosferyczne. Obecnie synteza tych polimerów zaliczana jest do grupy reakcji polimeryzacji łańcuchowej.
Przykładem polimeryzacji addycyjnej zaliczanej obecnie do poliaddycji jest reakcja otrzymywania poliuretanów w wyniku addycji dioli do diizocyjanianów:
Wiele polimerów addycyjnych można ponownie przetwarzać i wykorzystywać (poddawać recyklingowi) przez stopienie i ponowne tłoczenie. Kod do recyklingu na dnie plastikowego pojemnika wskazuje, z jakiego polimeru został on wykonany.
| Kod  | Polimer                     |
| ---- | --------------------------- |
| PET  | poli(tetraftalan etylenu)   |
| HDPE | polietylen o dużej gęstości |
| PCW  | poli(chlorek winylu)        |
| LDPE | polietylen o małej gęstości |
| PP   | polipropylen                |
| PS   | polistyren                  |